# Чадця (округа)
Окрес Чадця (словац. okres Čadca) — округ в складі Жилінського краю, центральна Словаччина. Адміністративний центр — містечко Чадця. Загалом входить до історичної області Кисуцького жупану в якому історично мешкають як словаки, так й гуральський етнос, який розмовляє на одному з діалектів польської мови.

## Розташування
Окрес Чадця знаходиться на півночі Жилінського краю, межує на заході з Чехією, а на півночі з Польщею, займає переважно гірські території. Кадастрова площа становить 761 км². Населення — близько 93 000 мешканців.

## Географія
Розташовані масив Бистрицька борозна; Воєнне; Краснянська улоговина; Раковські пагорби; Рача;  Яблунковське міжгір'я і Яворський Бескид. Збудовано водосховище Нова Бистріца.

## Населення
| Рік:            | 1994.  | 2004.   | 2014.   | 2024.   |
| --------------- | ------ | ------- | ------- | ------- |
| Кількість осіб: | 91 569 | 92 944  | 91 124  | 86 666  |
| Різниця:        |        | +1,50 % | -1,95 % | -4,89 % |

| Рік:            | 2023.  | 2024.   |
| --------------- | ------ | ------- |
| Кількість осіб: | 87 135 | 86 666  |
| Різниця:        |        | -0,53 % |

## Адміністративний поділ
Адміністративна одиниця — окрес Чадця — вперше була сформована 1918 року, ще за мадярських часів. З середини 20 століття він вже сформувався остаточно, до нього входять 20 обец (село) та сам центр округи містечко Чадця з ще двома містечками Турзовка (Turzovka) і Красно-над-Кисуцоу (Krásno nad Kysucou).
Перелік громад що входять до окреси Битча та їх орієнтовне розташування — супутникові знимки [Архівовано 25 серпня 2011 у WebCite]:
| - Чєрне (Čierne) - Дунайов (Dunajov) - Корня (Korňa) - Нова Бистріца (Nová Bystrica) - Подвисока (Podvysoká) - Скаліте (Skalité Stará) - Сврчіновец (Svrčinovec) - Закопчє (Zákopčie) - Клокочов (Klokočov) - Олешна (Olešná) | - Радостка (Radôstka) - Стара Бистріца (Stará Bystrica) - Зборов-над-Бистріцоу (Zborov nad Bystricou) - Длга-над-Кисуцоу (Dlhá nad Kysucou) - Клубіна (Klubina) - Маков (Makov) - Ощадніца (Oščadnica) - Ракова (Raková) - Сташков (Staškov) - Висока-над-Кисуцоу (Vysoká nad Kysucou) |